# Айрін (озеро)
Айрін — озеро в окрузі Дуглас в американському штаті Міннесота.
Озеро Айрін назване за іменем Айрін Роадрак (англ. Irene Roadruck). Іменем її матері назване озеро  Мілтона (Miltona).